# Міністерство палива та енергетики України
Міністерство палива та енергетики України — колишнє міністерство України з питань палива та енергетики. У результаті адміністративної реформи 2010 року реорганізоване в Міністерство енергетики та вугільної промисловості України.

## Виноски
1. ↑  https://zakon.rada.gov.ua/laws/file/text/101/f520903n175.xlsx
2. ↑  Указ Президента України від 9 грудня 2010 року № 1085/2010 «Про оптимізацію системи центральних органів виконавчої влади»